# Liverpool FC (femení)
El Liverpool FC femení és la secció femenina del Liverpool FC, un club de futbol anglès. Originalment va ser un club independent amb els noms Newton LFC (1989) i Knowsley United (1991), fins que es va incorporar al Liverpool al 1995.
Juga a la WSL de la FA, i l'ha guanyat en dues ocasions (2013-2014). A la FA Cup va jugar tres finals seguides (1994-1996), però no va guanyar cap.

## Palmarès
- 2 Lligues d'Anglaterra
  - 2013 - 2014